# تخته‌پل (روستا)
تخته‌پل یک منطقهٔ مسکونی در افغانستان است که در ولایت بلخ واقع شده‌است.